# Linhares (Espírito Santo)
Linhares, amtlich portugiesisch Município de Linhares, ist eine Stadt im brasilianischen Bundesstaat Espírito Santo. Die große Gemeindefläche grenzt im Osten an den Atlantik mit über 100 km Küstenlänge, im Inneren befinden sich zahlreiche Seen. 
Sie hatte im Jahr 2020 geschätzte 176.688 Einwohner (Linharenser) und ist damit die sechstgrößte Stadt des Bundesstaates. Die eigentliche Stadt liegt am linken Ufer des Unterlaufs des Rio Doce, der im Distrikt Regência der Gemeinde in den Atlantik entwässert. 
Durch die Stadt führt die brasilianische Bundesstraße BR-101, eine der wichtigsten Straßen des Landes, die von Nord nach Süd einem großen Teil der Atlantikküste Brasiliens folgt.

## Söhne und Töchter
- Fabiano Eller (* 1977), Fußballspieler
- Thiago Ferreira dos Santos (* 1987), Fußballspieler
- Willian Gerlem (* 1984), Fußballspieler
- Zenildo Luiz Pereira da Silva (* 1968), katholischer Ordensgeistlicher, Bischof von Borba
- Luzia Premoli (* 1955), katholische Ordensfrau, Generaloberin der Comboni-Missionsschwestern